# Behisztuni felirat

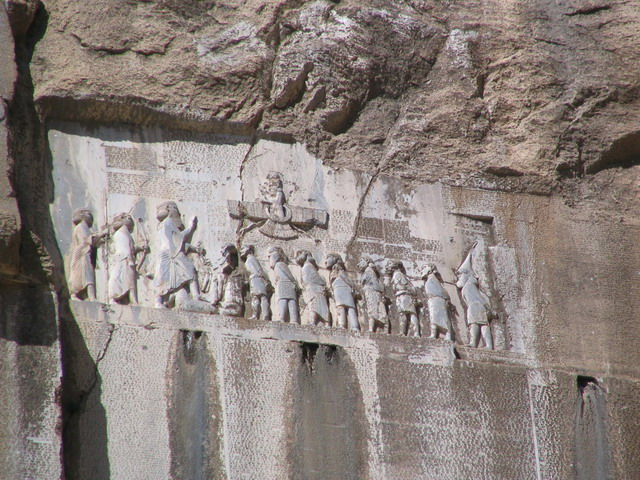
I. Dárajavaus perzsa király tetteit, győzelmeit megörökítő relief és felirat, 50 méterrel a síkság felett

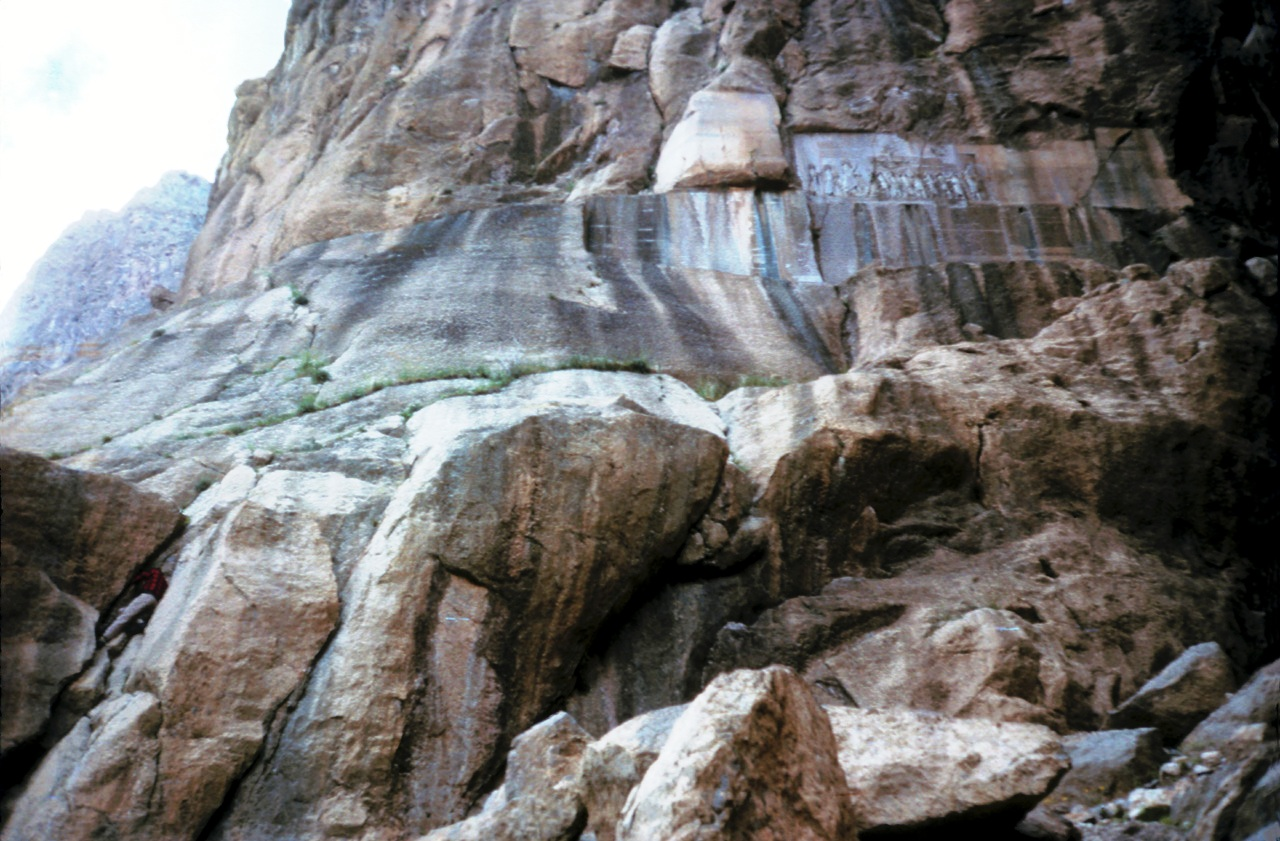
A felirat a hegyoldalon

A behisztuni felirat híres háromnyelvű (trilingvis) epigrafikus emlék Biszotun (بیستون) iráni település mellől. Nyugat-Iránban, Kermánsáhtól keletre található. A faluhoz vezető út fölötti, körülbelül 100 méter magas sziklafalon található. A település és környezete 2006-tól az UNESCO Világörökség része.

## Története
A feliratok I. Dárajavaus (Dareiosz) perzsa király tizenkilenc győzelmét örökítik meg ékírással, óperzsa, újelámi és akkád nyelven (utóbbi újbabilóni dialektusában). A negyedik, arameus nyelvű változat teljesen elpusztult, de a többi három is erősen sérült. A felirat óperzsa szövege 414 sor, öt oszlopban. Az elámi verzió 270 sor, az akkád 112.
A felirat tizenöt méter magas, 25 méter széles és vagy 100 méter magas mészkőszirten áll, melyen Dareiosz király a feliratnak a sziklát simára csiszoltatta. A felirat az ókori Babilont Ekbatanával összekötő út mellett található. A felirat alatt I. Dareiosz király életnagyságú domborműve, kezében íjjal és más jelenetek láthatók.
A hatalmas sziklába vésett feliratok szövegét Georg Friedrich Grotefend zseniális észrevételei és részleges megfejtései alapján Henry Creswicke Rawlinson angol orientalista fejtette meg 1843-ban, melyet később Edwin Norris tökéletesített. Különleges jelentősége, hogy valamennyi ékírásos nyelvet ez alapján sikerült később megfejteni.
Dareiosz ősi híradásának közelében újabb ékírásos sziklavésetek találhatók, melyek az i. e. II. és I. században uralkodó párthus királyoknak, II. Mithridatésznak és II. Gotarzésznak dicsőségét hirdetik.
A sziklafaltól vezető ösvényen letérve a főúttól 250 méterre egy szertartást bemutató mágust ábrázoló domborműre akadhatunk.

## A szöveg
| Eredeti szöveg | Olvasata |
| --- | --- |
| részlet Dareiosz behisztuni feliratából 1 da-a-ra-ya-va-u-ša xa-ša-a-ya-θa-i-ya 2 va-za-ra-ka xa-ša-a-ya-θa-i-ya xa-ša-a- 3 -a-ya-θa-i-ya-a-na-a-ma xa-ša-a-ya-θa-i-ya 4 da-ha-ya-u-na-a-ma vi-i-ša-ta-a-sa-pa-ha-ya- 5 -a pa-u-sa ha-xa-a-ma-na-i-ša-i-ya ha- 6 -ya i-ma-na ta-ca-ra-ma a-ku-u-na-u-ša részlet Xerxész perszepoliszi feliratából 1 xa-ša-ya-a-ra-ša-a xa-ša-a-ya-θa-i-ya va-za-ra- 2 -ka xa-ša-a-ya-θa-i-ya xa-ša-a-ya-a- 3 -na-a-ma da-a-ra-ya-va-ha-ua-ša xa-ša-a-ya-θa- 4 -i-ya-ha-ya-a pa-u-sa ha-xa-a-ma-na-i-ša-i-ya | Dareiosz feliratának olvasata: 1 dárajavaus khasájathija 2 vazraka khasájathija khsasá- 3 -játhijánám khasájathija 4 dahjunám vístászpahjá 5 pusza hakhámanisija h- 6 ja imam tacsaram akúnaus Xerxész feliratának olvasata 1 khsajársá khasájatija vazra- 2 -ka khasájathija khasájá- 3 -nám dárajavahus khasájath- 4 -ijahjá pusza hakhámanisija |

„Én (vagyok) Dārayavauš, a nagy király, a királyok királya, király Pārsāban, a tartományok királya, Vištāspa fia, Aršāma unokája, Haxāmaniš leszármazottja. Kinyilvánítja Dārayavauš király: az én apám Vištāspa, Vištāspa apja Aršāma, Aršāma apja Ariyāramna, Ariyāramna apja Caišpiš, Caišpiš apja Haxāmaniš...”

– Harmatta János fordítása

A stílus érzékeltetésére Xerxész perszepoliszi feliratának fordítása:

„Xerxész vagyok, a nagy király, a királyok királya, minden nemzet és ember királya, a király ezen a nagy földön, itt és messze távol, Dareiosz fia az Akhaimenida”

A család ismertetése és a királyi ősök felsorolása után az isteni megerősítés, Ahuramazdá támogatásának kinyilatkoztatása következik, majd a Dareiosz által uralt tartományok felsorolása, és a királyság fenntartásában játszott isteni közreműködés. Ezt követi a II. Kambüszész halálát követő ál-Bardija felkelése (Gaumáta), és annak leküzdése. További felkelések és birodalomszervezési kérdések alkotják a szöveg nagyobb részét.

## Külső hivatkozások
- Szidarovszky János: I. [Darius] Dárajavaus feliratai. = Történelmi Szemle 1926/1–4. 48–91 http://real-j.mtak.hu/5689/1/TortenelmiSzemle_1926.pdf
- Encyclopaedia Iranica/Bisotun Archiválva 2008. július 12-i dátummal a Wayback Machine-ben
- The Behistun inscription Archiválva 2007. május 10-i dátummal a Wayback Machine-ben